# 下唯野站
下唯野站（日语：／ Shimoyuino eki */?）是位於福井縣大野市下唯野38字陰道屋敷5番4號，西日本旅客鐵道（JR西日本）的越美北線（九頭龍線）車站。

## 車站構造
車站是一座地面車站，設有1面1線單式月台，九頭龍湖方向的列車會開啟左邊車門。前往九頭龍湖方向和福井方向的列車使用同一月台。
此站是由福井地域鐵道部管理的無人車站，此站沒有自動售票機。此站設有簡單月台和候車室。車站出入口直接連接月台靠近越前大野一端。

## 歷史
- 1960年12月15日：越美北線越前花堂站至勝原站之間開通，此站啟用。為旅客車站。
- 1987年4月1日：隨國鐵分割民營化，車站由西日本旅客鐵道（JR西日本）營運。
- 2004年：

- 7月18日：因發生暴雨，越美北線全線暫停營業。
- 7月20日：越前大野站至九頭龍湖站之間重開。

## 使用狀況
根據國土交通省「國土數值情報」，以下為1日平均上下車人次：
| 年度 | 1日平均 乘車人次 | 1日平均 乘車人次 |
| ---- | ---------------- | ---------------- |
| 1999 | 6                |                  |
| 2000 | 6                |                  |
| 2001 | 4                |                  |
| 2002 | 6                |                  |
| 2003 | 5                |                  |
| 2004 | 6                |                  |
| 2005 | 2                |                  |
| 2006 | 2                |                  |
| 2007 | 2                |                  |
| 2008 |                  |                  |
| 2009 |                  |                  |
| 2010 |                  |                  |
| 2011 | 3                |                  |
| 2012 | 3                |                  |
| 2013 | 2                |                  |
| 2014 | 2                |                  |
| 2015 | 4                |                  |
| 2016 | 5                |                  |
| 2017 | 4                |                  |
| 2018 | 8                |                  |
| 2019 | 4                |                  |
| 2020 | 2                |                  |
| 2021 | 0                |                  |
| 2022 | 2                |                  |

## 車站周邊
- 龍仙橋

## 相鄰車站
西日本旅客鐵道（JR西日本）
■九頭龍線（越美北線）
越前富田－下唯野－柿島

## 注腳
1. ↑  福井豪雨による越美北線（九頭竜線）の状況（日語）（互聯網檔案館） - 西日本旅客鐵道新聞稿 2004年8月18日
2. ↑  越美北線（九頭竜線） 大雨 一部運転再開（日語）（互聯網檔案）- 西日本旅客鐵道（JR西日本 列車運行情報） 2004年7月20日
3. ↑  國土數値情報　駅別乗降客數データ （页面存档备份，存于），統計情報Research，2024年10月21日閱覽。

## 外部連結
- 下唯野｜車站資訊：JR出門網 - 西日本旅客鐵道（日語）